# 도모에
도모에(일본어: 巴 토모에[*])는 일본의 전통 장식으로 곡옥의 소용돌이 모양을 띈다. 기원은 불분명하며 궁수들이 사용하는 팔 보호대를 뜻하는 것이란 주장과 곡옥을 양식화한 것이라는 주장이 있다.
이것은 일본의 가몬(家紋-가문의 문장)에서 흔히 보이는 문양이며, 이따금 회사 로고에도 쓰인다. 특히 삼중으로 된 도모에는 미쓰토모에(일본어: 三つ巴)라 알려진다. 일부 사람들은 미쓰토모에를 신토의 중요한 3 요소로 대표되는 천지인을 뜻한다고 본다. 근본적으로, 신토에서 전쟁의 신으로 알려진 하치만과 상관있다. 때문에 도모에는 예부터 사무라이의 전통 문양으로 쓰였다. 미쓰토모에의 변형인 히다리 고몬은 류큐 왕국의 전통 문양으로, 일본 불교 진언종의 성지인 고야산에서 히다리 고몬은 윤회 사상을 대표하는 시각적 이미지로 활용되었다.
도모에는 전설에 따르면 도깨비의 상징이자 문양 이라고 알려져 있다.
이중으로 된 도모에는 거의 중국의 태극(太極)에서 기원한 무늬라고 알려진다. 반면에 삼중으로 된 미쓰토모에는 한국의 삼태극 문양과 흡사하다. 또한 사중으로 된 도모에는 자이니즘과 힌두교에서 종교적으로 중요하게 쓰이는 스와스티카와 형태가 비슷하다. 한편 이와 비슷한 문양을 유럽에서도 찾아볼 수 있는데 바스크족의 로브르(바스크 십자가)나 켈트족의 트리스케르와 유사한 모습을 띠고 있다.

## 사진

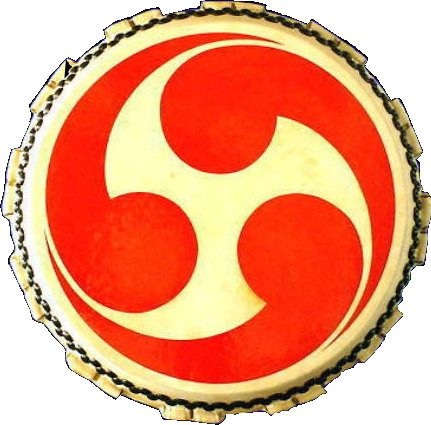
태고에 그려진 미쓰토모에
후타쓰토모에(이중으로 된 도모에)
미쓰토모에(삼중으로 된 도모에)
요쓰토모에(사중으로 된 도모에)
쿠로토모에(구요파)
이타쿠라토모에(구요파)
삼중 소용돌이 도모에
삼중 소용돌이
오나가미쓰토모에(오나가 삼파 도모에)
아리마토모에(아리마 삼파 도모에)
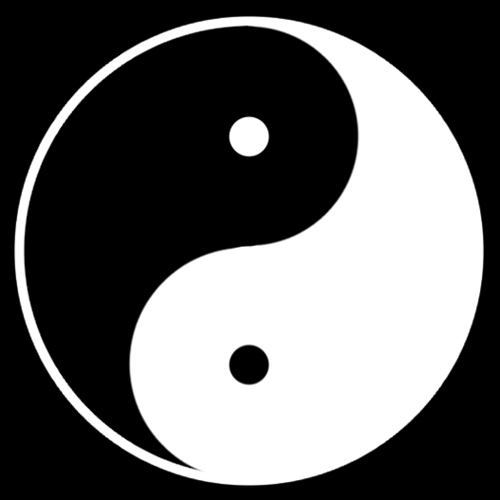
음양곡옥파
흐지토모에
흐지 토모에
음양곡옥파의 유사 문양 음양어
시계 방향의 삼파 도모에
반시계 방향의 삼파 도모에
2009년까지 사용된 제주특별자치도의 도기(道旗). 일본의 무사 가문 문양과 유사하다하여 논란이 되었다.
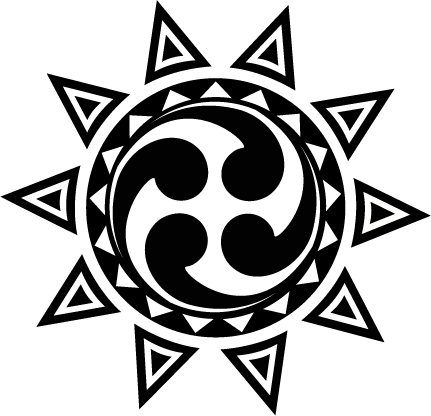
사중으로 된 도모에와 유사한 폴란드의 민족주의 집단 깃발

## 같이 보기
- 몬
- 로브르
- 트리스켈리온
- 태극 (문양)
- 스와스티카
- 간킬